# Galicisk (sprog)
 For alternative betydninger, se Galicisk. (Se også artikler, som begynder med Galicisk)
Galicisk (på galicisk: galego) er et ibero-romansk sprog, der tales i Galicien, der er en selvstyrende region i det nordvestlige Spanien. Galicierne er i den spanske forfatning klassificeret som en "historisk nationalitet", deres sprog har derfor status som officielt minoritetssprog.
Historisk opstod det portugisiske sprog i Galicien og det nordlige Portugal, og spredte sig derfra sydpå i det 14. århundrede under reconquista'en. Mange moderne lingvister betragter moderne galicisk og portugisisk som dialekter af det samme sprog. Flertallet af galicere og den galiciske regering anser dog ikke galicisk som en portugisisk dialekt, men derimod som et selvstændigt sprog. Efter århundreders adskillelse af Galicien og Portugal kan det være vanskeligt for galicere og portugisere at forstå hinandens sprog, omend forståelsen som regel er flydende. 
Instituto da Lingua Galega ("instituttet for det galiciske sprog") hævder, at galicisk er et selvstændigt romansk sprog, der hører til den ibero-romanske sprogstamme. Det uofficielle Associaçom Galega da Língua ("foreningen for det galiciske sprog", AGL) mener dog ikke, at galicisk nogensinde har ophørt med at være en del af det portugisiske sprog, i lighed med andre portugisiske dialekter (ligesom eksempelvis brasiliansk portugisisk). AGL anvender derfor en stavemåde, der er nærmere beslægtet med den portugisiske end med den spanske.

## Geografisk distribution
Galicisk tales af mere end tre millioner mennesker, inklusive de fleste indbyggere i Galicien, såvel som blandt de mange galiciske indvandrere i resten af Spanien, i Iberoamerika og i det øvrige Europa. 
Spanien har anerkendt galicisk som et af landets fire officielle sprog (lenguas españolas), sammen med castilliansk (spansk), catalansk, og baskisk. Der undervises i galicisk i både grundskoler og gymnasier i regionen, såvel som på de galiciske universiteter. På EU-niveau er talesproget blevet anerkendt som en del af det portugisiske sprog og bruges derfor af flere af de galiciske EU-parlamentarikere. Det særlige galiciske skriftsprog er dog ikke anerkendt som EU-sprog.